# Speriamo che sia femmina
Speriamo che sia femmina és una pel·lícula de comèdia d'Itàlia del 1986 dirigida per Mario Monicelli. Per aquesta pel·lícula, Monicelli va ser guardonat amb un David di Donatello al Millor director i un Nastro d'argento en la mateixa categoria. La pel·lícula també va guanyar el David di Donatello a la millor pel·lícula, Millor actriu de repartiment, Millor actor de repartiment, Millor Productor, millor Muntatge i Millor Guió.

## Argument
Elena Leonardi viu separada del seu marit, amb la seva filla petita, una neboda, una minyona amb una filla de la mateixa edat, i l'oncle senil del marit, en una masia rural del camp. El seu marit torna a proposar-li un gran projecte de reforma per construir un spa modern, però no aconsegueix trobar el seu suport a causa de la greu situació econòmica de la finca, i una història prèvia d'idees empresarials fallides i deutes.
Mor en un accident de cotxe, en part causat per l'exasperació per no ser pres seriosament a la família, ni en els negocis ni en l'educació de les filles, una de les quals acaba de trobar al llit amb un altre promès que acaba de portar a casa el dia abans. La família afligida decideix vendre tota la propietat, pagar els deutes i dividir-se: alguns es traslladaran a Roma, a l'oncle senil l'enganyen per quedar-se en un hospici, la filla gran es casarà, la criada finalment seguirà al seu marit marit que havia emigrat a Austràlia molts anys abans.
El pla finalment es desfà. Al final la família es reuneix a la granja, decideix no vendre-la, encara que no sap com pagar-ne la conservació i els deutes. Decideixen seguir vivint junts al camp.

## Repartiment
- Liv Ullmann: Elena
- Catherine Deneuve: Claudia
- Philippe Noiret: Comte Leonardo
- Giuliana De Sio: Franca
- Stefania Sandrelli: Lori Samuelli
- Bernard Blier: Oncle Gugo
- Giuliano Gemma: Guido Nardoni
- Athina Cenci: Fosca
- Paolo Hendel: Mario Giovannini
- Lucrezia Lante della Rovere: Malvina
- Adalberto Maria Merli: Cesare Molteni
- Nuccia Fumo: Rosa Nardoni
- Paul Muller: Sacerdot
- Carlo Monni: Autista

## Producció
El viatge per arribar al naixement de la pel·lícula va ser molt llarg, aproximadament sis anys. El tema de Pinelli, que fins i tot parlava d'un incest, es va veure molt alterat. En l'obra de Pinelli el protagonista era un terratinent a Pitigliano que tenia dues germanes solteres (anomenades "les comtesses") com a veïnes, la seva granja amb la mateixa força i eficàcia dels homes. Igual que el guió, també es va canviar la ubicació. Inicialment el lloc escollit “...era a la Maremma” però el pagament del viatge dels actors hauria costat centenars de milions. Així, informa Monicelli, «Vaig anar per Roma a buscar un lloc a prop i vaig trobar aquesta altra masia amb Fiorentini. No és toscà, atenció, però en resum podria haver estat bé... L'interior ha estat molt modificat, hem enderrocat certs murs, construït arcs, tancat unes escales.»
Per a la realització de la pel·lícula, Monicelli es va posar en contacte amb les principals productores de l'època que van rebutjar la producció d'una pel·lícula que tractava de «les dones que vivien en una casa de camp, amb esdeveniments poc "emocionants", no hi havia sexe, ni comèdia, ni violència...»
Monicelli relata que «Llavors, de sobte, vaig rebre una trucada telefònica d'un senyor que no coneixia, el jove productor Gianni Di Clemente, que em va dir: He llegit aquest guió i m'agradaria fer-ho. (...) I ho va fer, enfrontant-se a unes despeses considerables, amb aquell repartiment allà. Per descomptat, si ho hagués fet amb els productors que he esmentat abans, aquest repartiment no hauria sortit."
Estranyament, doncs, la coproducció francesa volia que entre els guionistes s'assenyali la signatura d'una desconeguda Jacqueline Lefevre «que en realitat mai va treballar a la pel·lícula i mai va conèixer el director. Però per a la coproducció francesa és fonamental tenir també un nom francès entre els autors.
A la dècada del 2000 dos directors de Viareggio Daniele Paolinelli aka "Jack Daniels" i Filippo Cipolla "Frank Cipolla" en col·laboració amb Alfio Ventura (amic dels dos directors de Viareggio), donada l'amistat amb el director, van rebre l'encàrrec d'escriure la història i el guió de la seqüela de la pel·lícula. El nou llargmetratge hauria estat ambientat a la Toscana i el càsting havia de ser diferent de l'original. La nova pel·lícula de Mario Monicelli es titularia "Speriamo che sia femmina - Parte II". La història i el guió de la pel·lícula estaven en construcció quan el mestre Mario Monicelli va decidir bloquejar el projecte per problemes relacionats amb la producció.»

## Reconeixements
- 1986 - David di Donatello
  - Millor pel·lícula a Mario Monicelli i Giovanni Di Clemente
  - Millor director a Mario Monicelli
  - Millor Productor a Giovanni Di Clemente
  - Millor guió a Tullio Pinelli, Suso Cecchi D'Amico, Leonardo Benvenuti, Mario Monicelli i Piero De Bernardi
  - Millor actriu de repartiment a Athina Cenci
  - Millor actor no protagonista a Bernard Blier
  - Millor editor a Ruggero Mastroianni
  - Nominació a Millor actriu a Liv Ullmann
  - Nominació a  Millor actriu no protagonistaa a Stefania Sandrelli
  - Nominació a Millor actor no protagonista a Philippe Noiret
- 1986 - Nastro d'argento
  - Millor director de pel·lícula a Mario Monicelli
  - Millor guió a Tullio Pinelli, Suso Cecchi D'Amico, Leonardo Benvenuti, Mario Monicelli i Piero De Bernardi
  - Millor edició a Ruggero Mastroianni
  - Nominació a Millor argument a Tullio Pinelli
  - Nominació a  Millor actor secundari a Giuliano Gemma
  - Nominació a  Millor actriu secundària a Athina Cenci
- 1986 - Ciak d'oro
  - Millor pel·lícula a Mario Monicelli i Giovanni Di Clemente[6]
  - Millor actriu protagonista a Giuliana De Sio[6]
  - Millor actriu no protagonista a Athina Cenci[6]
  - Candidatura a Millor argument a Tullio Pinelli, Suso Cecchi D'Amico, Leonardo Benvenuti, Mario Monicelli i Piero De Bernardi
  - Candidatura a Millor actriu no protagonista a Lucrezia Lante della Rovere
  - Candidatura a Mmillor actor non protagonista a Paolo Hendel
  - Candidatura a Millor fotografia a Camillo Bazzoni
  - Candidatura a Millor muntatge a Ruggero Mastroianni
  - Candidatura a Millor escenografia a Enrico Fiorentini
  - Candidatura a Millor banda sonora a Nicola Piovani
- 1987 – Premi Sergio Amidei
  - Millor pel·lícula a Mario Monicelli
  - Candidatura a Millor guió original a Tullio Pinelli